# 食品ロス削減推進会議
食品ロス削減推進会議（しょくひんろすさくげんすいしんかいぎ）とは、内閣府の特別の機関で、2019年10月1日に食品ロスの削減の推進に関する法律に基づいて設置された。

## 概要
食品ロスの削減の推進に関する法律20条2項に掲げられた事務をつかさどるとされる。
具体的には、次のとおりである。
- 食品ロスの削減の推進に関する基本的な方針の案の作成（基本方針を定めるのは政府）
- 食品ロスの削減の推進に関する重要事項について審議し、及び食品ロスの削減に関する施策の実施を推進する

## 会長
内閣府特命担当大臣（消費者及び食品安全担当）が担当する。

## 委員
- 農林水産大臣
- 環境大臣
- 上記以外で、会長以外の国務大臣のうちから、内閣総理大臣が指定する者
- 食品ロスの削減に関し優れた識見を有する者のうちから、内閣総理大臣が任命する者